# فهرست ایرانیان باستان

## پادشاهان

### خاندان هخامنشی
- هخامنش، بنیانگذار سلسله.
- چیش‌پیش، پسرش.
- کوروش یکم، پسرش.
- آریارمنه، پسر تیسپس و مشترک در حکومت با کوروش اول.
- کمبوجیه یکم پسر کوروش اول.
- آرشام ایران، پسر آریارمنه و همکاری حاکم کمبوجیه یکم
- کوروش دوم بزرگ، فرزند کمبوجیه اول، از دوره سلطنت کرد. ۵۵۰–۵۳۰ قبل از میلاد.
- کمبوجیه دوم، پسرش، ۵۳۰–۵۲۱ قبل از میلاد حکومت کرد.
- بردیا، برادر ادعایی خود، ۵۲۱ قبل از میلاد حکومت کرد
- داریوش بزرگ، برادرزاده و نوه ارسامس، در ۵۲۱–۴۸۶ پیش از میلاد حکومت کرد.
- خشایارشا، پسرش، در سال ۴۸۶–۴۶۵ پیش از میلاد حکومت کرد
- اردشیر یکم، پسرش، فرمانروایی ۴۶۴–۴۲۴ پیش از میلاد.
- خشایارشا دوم، پسرش، ۴۲۴–۴۲۳ پیش از میلاد حکومت کرد.
- سغدیانوس، برادر نیمه رقیب و رقیب وی، با ۴۲۴–۴۲۳ پیش از میلاد حکومت کرد.
- داریوش دوم، برادر نیمه رقیب و رقیبش، با ۴۲۴–۴۰۴ پیش از میلاد حکومت کرد.
- اردشیر دوم، پسرش، ۴۰۴–۳۵۸ قبل از میلاد حکومت کرد (همچنین به گزنفون نیز مراجعه کنید).
- اردشیر سوم، پسرش، ۳۵۸–۳۳۸ پیش از میلاد حکومت کرد
- اردشیر چهارم، پسرش، ۳۳۸–۳۳۶ پیش از میلاد حکومت کرد
- داریوش سوم کودومنوس، نوه داریوش دوم، ۳۳۶–۳۳۰ پیش از میلاد حکومت کرد

شواهد کتیبهای را برای حاکمان قبل از کوروش بزرگ بسیار مشکوک، و اغلب در نظر گرفته شده‌اند توسط اختراع شده‌است داریوش اول.

### خاندان اشکانی
همچنین دودمان آرگید و سلکوئید را برای حاکمان خارجی بر فراز ایران ۳۳۰–۲۴۷ قبل از میلاد مسیح مشاهده کنید
- ارشک یکم c. 247 – 211 ق
  - (در برخی از تاریخ‌ها گفته می‌شود که برادر تیرداد یکم، ح حدود 246 – ۲۱۱ پیش از میلاد حکمی کرده‌است. )
- ارشک دوم c. 211 – 185 قبل از میلاد (که اغلب توسط دانشمندان اولیه Artabanus خوانده می‌شود)
- فریاپت ج. ۱۸۵ – ۱۷۰ قبل از میلاد
- پادشاه ناشناس (احتمالاً همان فرهاد یکم) ج. ۱۷۰ – ۱۶۸ پیش از میلاد[۱]
- فرهاد یکم ج. ۱۷۰ – ۱۶۷ ق
- مهرداد یکم ج. ۱۶۷ – ۱۳۲ قبل از میلاد[۲]
- فرهاد دوم ج. ۱۳۲ – ۱۲۷ قبل از میلاد
- اردوان دوم c. 127 – 126 ق
- پادشاه ناشناس (احتمالاً بلاش یکم) ج. ۱۲۶ – ۱۲۲ قبل از میلاد[۲]
- پادشاه ناشناس (احتمالاً اردوان سوم) ج. ۱۲۲ – ۱۲۱ قبل از میلاد[۲]
- مهرداد دوم ج. ۱۲۱ – ۹۱ پیش از میلاد
- گودرز یکم ج. ۹۱ – ۸۷ پیش از میلاد
  - پادشاه ناشناس (احتمالاً اردوان چهارم یا سیناتروک) ج. ۹۱ – ۷۷ قبل از میلاد[۳]
- مهرداد سوم ج. ۸۸ – ۶۷ قبل از میلاد
  - ارد یکم ج. ۸۰ – ۷۵ قبل از میلاد
  - سیناتروک ج. ۷۷ – ۷۰ قبل از میلاد
  - پادشاه ناشناس (احتمالاً وردان یکم) ج. ۷۷ – ۶۶ قبل از میلاد[۳]
- فرهاد سوم ج. ۷۰ – ۵۷ قبل از میلاد
  - پادشاه ناشناخته ج. ۶۶ – ۶۳ قبل از میلاد[۳]
  - Mithridates (IV) یا مهرداد سوم c. 65 – 54 قبل از میلاد
- ارد دوم ج. ۵۷ – ۳۸ قبل از میلاد
  - پاکور یکم ج. ۳۹ – ۳۸ قبل از میلاد (همدست با پدرش ارد دوم)
- فرهاد چهارم ج. ۳۸ – ۲ قبل از میلاد
  - تیریداتس دوم ج. ۳۰ – ۲۶ قبل از میلاد
  - مهرداد (V) ج. ۱۲ – ۹ قبل از میلاد[۴]
- فرهاد پنجم (Phraataces) ج. ۲ قبل از میلاد – ۴ ق
  - شهبانو تئا موزا ج. ۲ قبل از میلاد – ۴ میلادی (با همسایگی با پسرش فرهاد پنجم)
- ارد سوم ج. ۶ ق
- بهنام یکم ج ۸ – ۱۲
- Artabanus (IV) یا اردوان سوم c. 10 – 38
  - تیرداد سوم c. 35 – 36
  - اردوان سوم ج. ۳۷
- گودرز دوم ج. ۴۰ – ۵۱
  - وردان یکم ج. ۴۰ – ۴۷
  - بهنام دوم ج. ۴۵ – ۵۱
  - Mithridates (VI) ج. 49 – 50[۵]
  - سانابارس ج. ۵۰ – ۶۵
- بلاش یکم ج. ۵۱ – ۷۸
  - وردان دوم ج. ۵۵ – ۵۸
  - بلاش دوم ج. ۷۷ – ۸۰
- پاکور دوم ج. ۷۸ – ۱۱۵
  - Artabanus (V) یا اردوان چهارم c. 80 – 90
- بلاش سوم ج. ۱۰۵ – ۱۴۷
  - خسرو یکم اشکانی ج. ۱۰۹ – ۱۲۹
  - Mithridates (VII) ج. ۱۱۵ – ۱۱۶ در نبرد با سربازان تراژانوس کشته شد
  - سیناتروک دوم c. 116 در نبرد با سربازان پارتاماسپات کشته شدند
  - پارتاماسپت ج. ۱۱۶
  - Mithridates (VIII) یا Mithridates IV c. 129 – 140
  - پادشاه ناشناخته ج. ۱۴۰
- بلاش چهارم ج. ۱۴۷ – ۱۹۱
  - اسروز دوم ج. ۱۹۰ (مدعی رقیب)
- بلاش پنجم c. 191 – 208
  - تیریداتس چهارم ج. ۲۰۰
- بلاش ششم ج. ۲۰۸ – ۲۲۸
  - Artabanus (VI) یا اردوان پنجم c. 216 – 224

### خاندان ساسانی، ۲۲۴–۶۵۱
- اردشیر یکم از ۲۲۴ تا ۲۴۱.
- شاپور اول از ۲۴۱ تا ۲۷۲
- هرمز یکم از ۲۷۲ تا ۲۷۳.
- بهرام یکم از ۲۷۳ تا ۲۷۶.
- بهرام دوم از ۲۷۶ تا ۲۹۳.
- بهرام سوم سال ۲۹۳.
- نرسه از ۲۹۳ تا ۳۰۲.
- هرمز دوم از ۳۰۲ تا ۳۱۰.
- شاپور دوم از ۳۱۰ تا ۳۷۹
- اردشیر دوم از سال ۳۷۹ تا ۳۸۳.
- شاپور سوم از ۳۸۳ تا ۳۸۸.
- بهرام چهارم از سال ۳۸۸ تا ۳۹۹.
- یزدگرد اول از ۳۹۹ تا ۴۲۰.
- بهرام پنجم از ۴۲۰ تا ۴۳۸.
- یزدگرد دوم از سال ۴۳۸ تا ۴۵۷.
- هرمز سوم از ۴۵۷ تا ۴۵۹.
- پیروز یکم از ۴۵۷ تا ۴۸۴.
- بلاش از ۴۸۴ تا ۴۸۸.
- قباد یکم از سال ۴۸۸ تا ۵۳۱.
  - جاماسپ از ۴۹۶ تا ۴۹۸.
- خسرو انوشیروان از سال ۵۳۱ تا ۵۷۹.
- هرمز چهارم از سال ۵۷۹ تا ۵۹۰.
- خسرو پرویز از سال ۵۹۰ تا ۶۲۸.
  - بهرام ششم از ۵۹۰ تا ۵۹۱.
  - بیستام از ۵۹۱ تا ۵۹۲.
  - فرخ‌هرمز سال ۵۹۳.
- شیرویه سال ۶۲۸.
- اردشیر سوم از سال ۶۲۸ تا ۶۳۰.
  - پرویز دوم سال ۶۲۹.
- شهربراز سال ۶۳۰.
- بوراندخت و دیگران از ۶۳۰ تا ۶۳۱.
- هرمز ششم از سال ۶۳۱ تا ۶۳۲.
- یزدگرد سوم از سال ۶۳۲ تا ۶۵۱.

## ساتراپ

### ساتراپ هخامنشی
- ابروکومس (فرماندار سوریه)
- آبولیتس
- هخامنش (ساتراپ)
- آدا (ساتراپ کاریا)
- آدوسوس
- آریوبرزن
- اردوز
- Artabazos II از Phrygia
- آرتافرنه
- آتروپات
- کامیسار
- گوبریاس
- ماسیشته (ساتراپ)
- میتردید اول سیوس
- فرنابازوس (قرن ۵ قبل از میلاد)
- فره‌وز سوم
- فراتراپن‌ها
- ساتی‌برزن
- Spithridates
- استروتاس
- تیوس
- تیروز
- تیسافرن
- Tithraustes
- گدروزی

## سلسله پنتوس
- مهرداد ششم (پنتوس)

## زنان
- آمستریس
- آپاما همسر سلوکوس یکم
- آرتیستون
- آتوسا همسر داریوش اول
- داماسپیا
- دری‌په‌تیس همسر هفستیون
- ماندانا
- پروشات
- روشنک همسر اسکندر بزرگ
- سی‌سی‌گامبیس
- استاتیرای یکم

## چهره‌های مذهبی
- بغداد یکم
- مانی
- مزدک
- زرتشت
- زرتشت خورگان
- ابن دیصان
- ویراف
- کرتیر

## نویسندگان
- Aphrodisianus